# 中央商务区 (迈阿密)
中央商务区（英語：Central Business District，简称：CBD）是美国佛罗里达州迈阿密-戴德县迈阿密的核心商业区，从20世纪初开始发展，如今已成为迈阿密市中心的重要组成部分。作为传统意义上的“市中心”，这一区域目前拥有超过9.2万就业人口，其地理边界通常以东侧的比斯坎大道（Biscayne Boulevard）、海湾公园和博物馆公园，南侧的迈阿密河，北侧的北第六街以及西侧的95号州际公路为界。不过随着城市发展，迈阿密市中心的概念已扩展至沿比斯坎湾从里肯巴克堤道到朱莉娅·塔特尔堤道之间约3.8平方英里的更广泛区域。
迈阿密中央商务区与南侧相邻的布里克尔金融区在功能定位上存在明显差异。长期以来，中央商务区以密集的零售商铺和辦公室为主，同时分布着一些复式公寓。到了2010年代，随着迈阿密房地产市场的繁荣发展，该区域经历了大规模的高层公寓开发浪潮。尽管南侧历史悠久的布里克尔对富裕阶层仍更具吸引力，但市中心的中央商务区已涌现出如The Loft、The Loft 2和Centro Lofts等无配套停车位的高层住宅项目，以及例如50 Biscayne和Vizcayne等传统豪华公寓。据统计，迈阿密中央商务区办公空间总量超过500万平方英尺，其中15栋建筑的单栋面积逾10万平方英尺。此外，区域内还坐落着迈阿密戴德学院的主校区沃尔夫森校区，该校区由第五街东北段和第二大道东北段周边的十余栋建筑组成。
在交通方面，迈阿密都会旅客捷运系统内环线完全贯穿中央商务区，政府中心站作为旅客捷运系统与迈阿密地铁的换乘枢纽，日均客流量超过1.5万人次，是两大系统中最繁忙的车站。该车站所在的政府中心区域位于市中心西侧，集中了大量市、县、州及联邦政府办公机构，形成了显著的行政办公集聚区。